# Proserpin

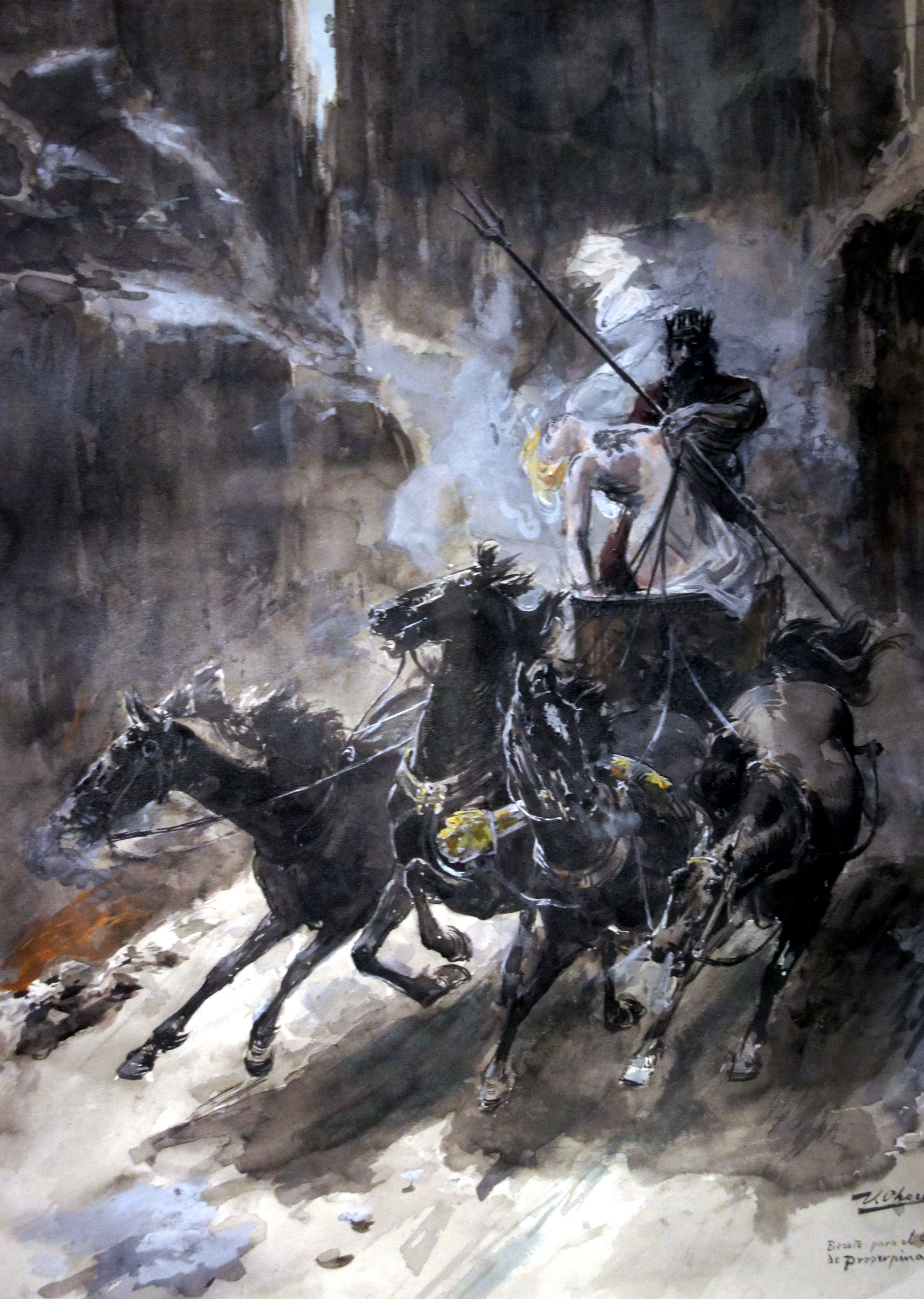
El rapto de Proserpina, målning av Ulpiano Checa.

Proserpin är en opera i en akt av den tysk-svenske tonsättaren Joseph Martin Kraus, med libretto av Johan Henrik Kellgren efter en skiss av Gustav III.

## Historia
Musiken till operan var i stort sett färdigkomponerad 1781 då den uppfördes konsertant på Confidencen, Ulriksdals slott, inför kungen och hovet, men det första sceniska uppförandet skedde först den 31 maj 1980 på Drottningholmsteatern. Den har sedan dess sporadiskt återkommit på scenen, bland annat 1992 på Confidencen då Kungliga Musikaliska Akademien lät spela in operan på skivbolaget Musica Sveciae, med dirigenten Mark Tatlow och sångarna Anna Eklund Tarantino, Hillevi Martinpelto, Susanne Rydén, Stephen Smith, Lars Arvidson, Peter Mattei, med flera samt Stockholms Nya Kammarorkester (SNYKO).
Operan var ett beställningsverk av Gustav III och är en ganska tydlig allegori över det gustavianska Sverige. Kungen representeras av Jupiter som ställer allt till rätta, drottningen av den moderliga och goda Ceres, det folkliga får representeras av de båda dödliga Atis och Cyane. Librettot skrevs på svenska men har stora likheter med ett tidigare av fransmannen Philippe Quinault. Att operan skulle framföras på svenska var helt i linje med Gustav III:s arbete med att stärka det svenska språket och den svenska kulturen. Det har också visat sig svårt att framföra operan på andra språk än svenska eftersom musiken (främst under recitativen) helt är anpassad till svensk frasering och svensk 1700-talsprosa.
Stilistiskt var Gustav III en varm anhängare av Glucks reformation av operan, men han fick kompromissa mycket eftersom man i Sverige vid den här tiden fortfarande uppskattade italiensk opera seria och Mozarts stil. Kraus blev därför tvingad att införa recitativ, men verket ligger fortfarande närmare den franska opera lyrique-stilen med körpartier som flyter in i en aria som sedan flyter in i recitativ osv.
Gustav III blev mycket imponerad av framförandet och smickrade Kraus med en audiens. Även den svenska kultureliten var som förtrollade av Kraus musik. Kort efter konserten började Kraus förbereda det själva sceniska framförandet men han hade vissa problem. Varken han eller kungen var helt nöjda med det libretto som Kellgren skrivit, det var inte dramatiskt fulländat. Dessutom "förlöpte" operans prima donna assoluta, den danska ballerinan och sångerskan Caroline Müller, som skulle ha sjungit Proserpin, till Köpenhamn eftersom hon hade enorma skulder. Verket försenades och Gustav III fick dessutom nya planer, han ville skriva en ny svensk opera - Aeneas i Carthago, och gav uppdraget till Kraus. Proserpin lämnades därför åt sitt öde.
Proserpin sattes åter upp på Drottningholms slottsteater år 1980.

## Roller
| Roller    | Röstfack | Världspremiär 1781 Dirigent: | Föreställningar 1980 Dirigent: Arnold Östman      |
| --------- | -------- | ---------------------------- | ------------------------------------------------- |
| Jupiter   | Baryton  |                              |                                                   |
| Ceres     | Sopran   |                              | Birgit Nordin                                     |
| Proserpin | Sopran   |                              | Gunilla Wallin                                    |
| Atis      | Tenor    |                              | Patrick Power                                     |
| Cyane     | Sopran   |                              | Dorrit Kleimert                                   |
| Pluto     | Baryton  |                              | Loa Falkman / Anders Bergström                    |
| Mercurius | Tenor    |                              | Torbjörn Pettersson, Klas Rickman, Mats Lindström |
| Faun      | Tenor    |                              |                                                   |

## Handling
Ceres är i Norden för att starta våren där och sicilianerna väntar på henne men Ceres och Jupiters dotter Proserpin är dock kvar hos dem. Den dödlige Atis har förälskat sig i Proserpin trots att han redan har ett förhållande med Proserpins nymf Cyane. När han slits mellan sina känslor och högt resonerar med sig själv får Cyane höra honom och blir svartsjuk. Atis lämnar henne och hon blir rasande. Pluto som är på väg från gudarnas krig med titanerna får höra hennes raseri, han inser att om de samarbetar kan de båda få vad de vill ha - Cyane sin Atis och Pluto Proserpin som han förälskat sig i. Cyane går motvilligt med på planen och lockar Proserpin till en glänta där hon överger henne. Pluto dyker upp och rövar bort Proserpin till underjorden, Sicilianerna blir mycket bedrövade när de upptäcker vad som hänt.
Strax därpå dyker Ceres upp och sjunker ner i sådan djup sorg när hon upptäcker vad som hänt att hon inte startar sommaren. Cyane drabbas av dåligt samvete att hon vill stiga ner i underjorden för att ställa allt till rätta och Atis blir så deprimerad att han kastar sig i vulkanen Etna trots att en av en Astrilds fauner (Astrild är Sveriges motsvarighet till Dionysos) gör sitt bästa för att stoppa honom.
Ceres blir alltmer bedrövad och vill bli ensam i sitt tempel men då dyker Atis och Cyane upp från underjorden. De talar om att Proserpin är lycklig där nere hos Pluto men Ceres och Sicilianerna tror inte på dem. Till slut går det så långt att Sicilianerna och Ceres vädjar till Merkurius att söka råd hos Jupiter. Jupiter låter meddela via Merkurius att Proserpin ska vistas halva året hos sin mor och halva året hos sin make. Strax därefter dyker han själv upp för att personligen välsigna äktenskapet mellan Pluto och Proserpin.

## Musik
- Ouvertyr
- Scen 1.
  - Jupiter, Gudarnes Gud, vare ära! (kör)
  - Recitativ: Ja frögdom oss åt våra glada dar (Atis)
  - Kör: Kom snart igen, välgörande Gudinna! (sicilianer)
- Scen 2.
  - Recitativ: Du Gudamakt, som sorg och glädje delar (Atis)
  - Aria: En grym Volcan min själ förtär (Atis)
  - Recitativ: Och vore jag olycklig blott (Atis)
- Scen 3.
  - Recitativ: Men se hon kommer här - jag flyr (Atis, Cyane)
  - Duet: Ack kom min Atis kom tilbaka (Cyane, Atis)
- Scen 4.
  - Recitativ: Han flyr… och jag bedragen lämnas… (Cyane)
- Scen 5.
  - Recitativ: Typhé är straffad för sitt brott (Pluto)
  - Aria: Ach kärlek, kärlek dina skott (Pluto)
  - Recitativ: Cyane här… jag vet den oförrätt (Pluto, Cyane)
- Scen 6.
  - Kör: Frid och vackra dagar (nymfer, Proserpine)
  - Aria med kör: Ach hvad behag et hjerta njuter (Proserpine, nymfer)
  - Recitativ: Snart Ceres komma lär (Proserpine)
- Scen 7.
  - Recitativ: Täcka blommor, fältets heder
- Scen 8.
  - Duett med kör: O Himmel! mig försvara! (Proserpine, Pluto, underjordens gudar)
  - Recitativ: Hvad grymma klagorop (en nymf)
  - Recitativ: Proserpin! Vi ropa dig (kör, nymfer)
  - Recitativ med kör: Men se! här blir var smärta ny (första nymfen, nymfer)
- Scen 9.
  - Recitativ: Jag hela verlden lycklig gjort (Ceres)
  - Aria: Jag äger denna pant (Ceres)
  - Recitativ: Men hvad kan detta drögsmål båda? (Ceres)
- Scen 10.
  - Kör med recitativ: Ceres, Ceres! hvilken smärta (nymfer, skogsgudar, Ceres, en nymf)
- Scen 11.
  - Aria: O Jofur! hvars ömma bröst (Ceres)
- Scen 12
  - Kör: Proserpin! Vi ropa dig (nymfer, skogsgudar, sicilianer)
- Scen 13.
  - Recitativ: Förgäfves all vår möda var (Atis)
  - Aria: För lifvet jag fasar (Atis)
- Scen 14.
  - Recitative: Hvem är väl du, som dig beklagar (en bacchant)
  - Balett
  - Aria med kör: Af den dyrkan Bacchus njuter (faun, bacchanter)
- Scen 15.
  - Recitative: Nej, ingen Gudamakt en kärlek kan förstöra
- Scen 16.
  - Håll grymme!… Men för sent! (Cyane)
  - Aria: Ach förskräckliga brott
  - Recitativ: Dock an uli mit bröst (Cyane)
- Scen 17.
  - Kör: Gudar, världens ej försaka (Ceres, nymfer, sicilianer)
  - Kör: Kommen åter, sälla dagar (nymfer, sicilianer)
  - Recitativ: Gån!… mig er dyrkan ej behagar (Ceres)
- Scen 18.
  - Aria: Mörka öknar, låt mig dölja (Ceres)
- Scen 19.
  - Recitativ: Men… djupet öppnar sig… (Ceres, Cyane, Atis)
  - Tersett: Hvad större qual kan väl en moders bröst fortära (Ceres, Atis, Cyane)
- Scen 20.
  - Recitativ: Gudinna! låt din själ af glädjens strålar lifvas (Merkurius, Ceres)
- Scen 21.
  - [Introduktion] och recitativ: Min dotter! Ach min Mor! (Ceres, Proserpine, Pluto)
  - Aria: Gå Pluto at din Maka njuta (Jupiter)
  - Kör: Gudar och menskjor och skuggor beprisen (himmelska gudar, gudar från underjorden, världsliga gudar, sicilianer)